# Acanthoperga leucomelas
Acanthoperga leucomelas – gatunek błonkówki z rodziny Pergidae.

## Taksonomia
Gatunek ten został opisany w 1910 roku przez Sieverta Rohwera pod nazwą Perga leucomelas. Jako miejsce typowe podano australijskie miasto Kuranda. Holotypem była samica. W 1894 John William Shipp przeniósł go do rodzaju Acanthoperga.

## Zasięg występowania
Australia. Notowany w stanie Queensland w płn.-wsch. części kraju.